# Joncreuil
Joncreuil est une commune française, située dans le département de l'Aube en région Grand Est.

## Géographie

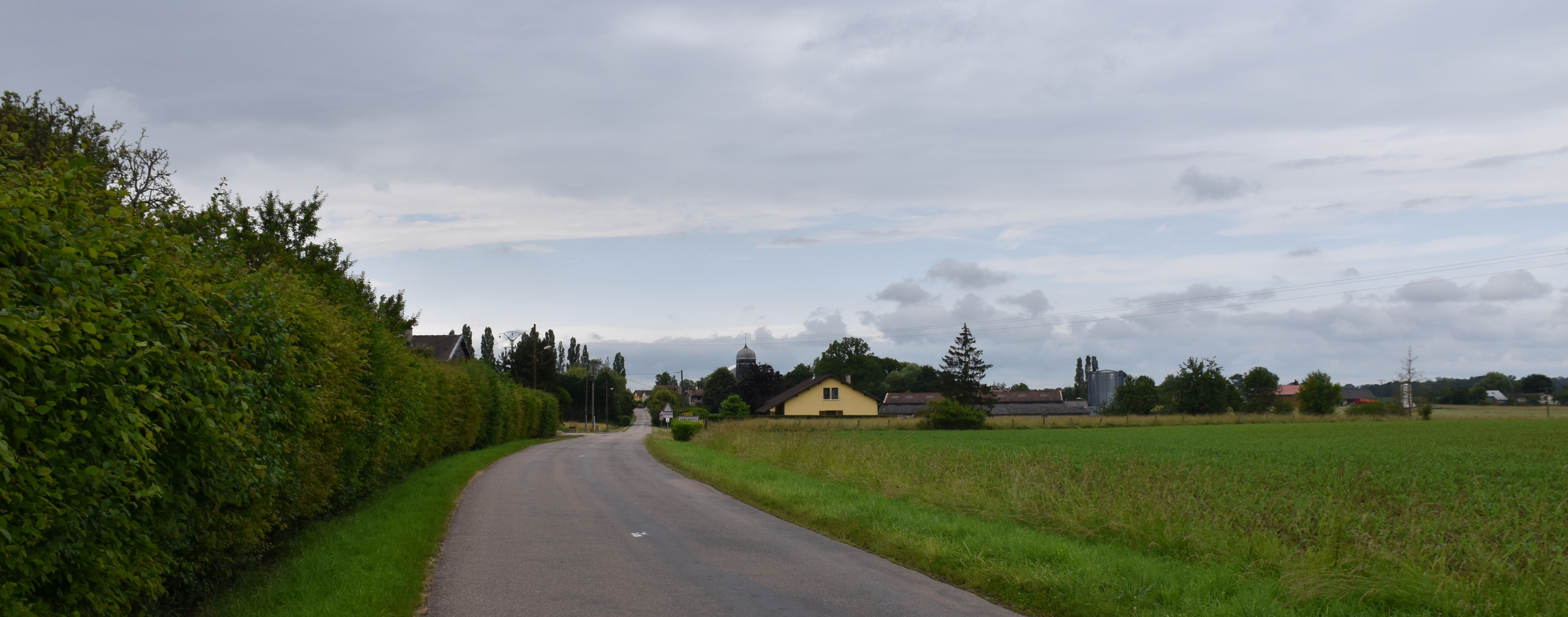
Panorama du village.

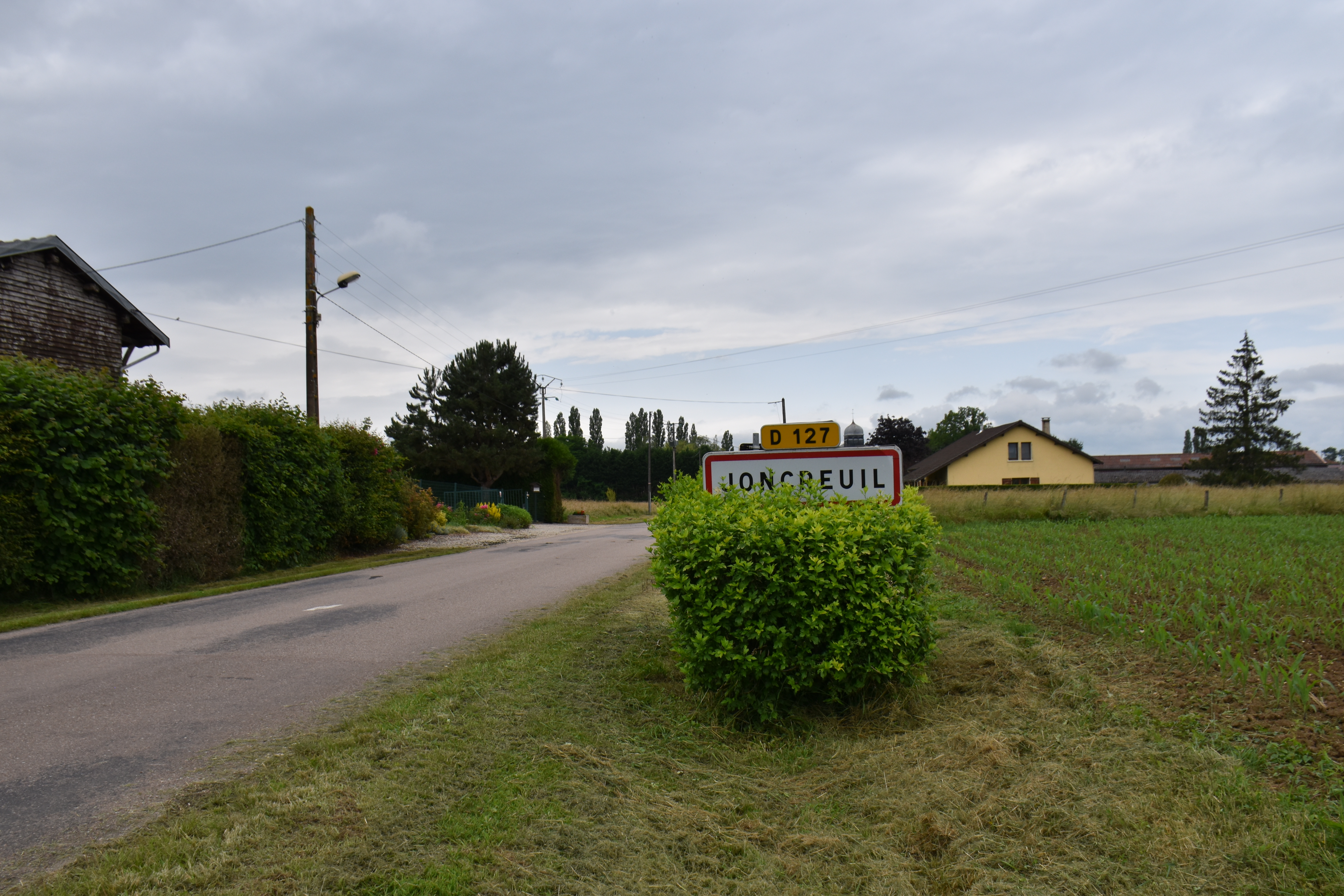
Une entreé de la commune.

|           | Arrembécourt | Outines Marne   |
|           | Joncreuil    | Bailly-le-Franc |
| Chavanges | Lentilles    |                 |

### Hydrographie
La commune est dans la région hydrographique « la Seine de sa source au confluent de l'Oise (exclu) » au sein du bassin Seine-Normandie. Elle est drainée par le Fossé 01 de la Grande Côte, le Fossé 01 du Bois des Gauterots, le Fossé 01 du Chanet, le ruisseau de Chevry et le ruisseau du Peigne,.

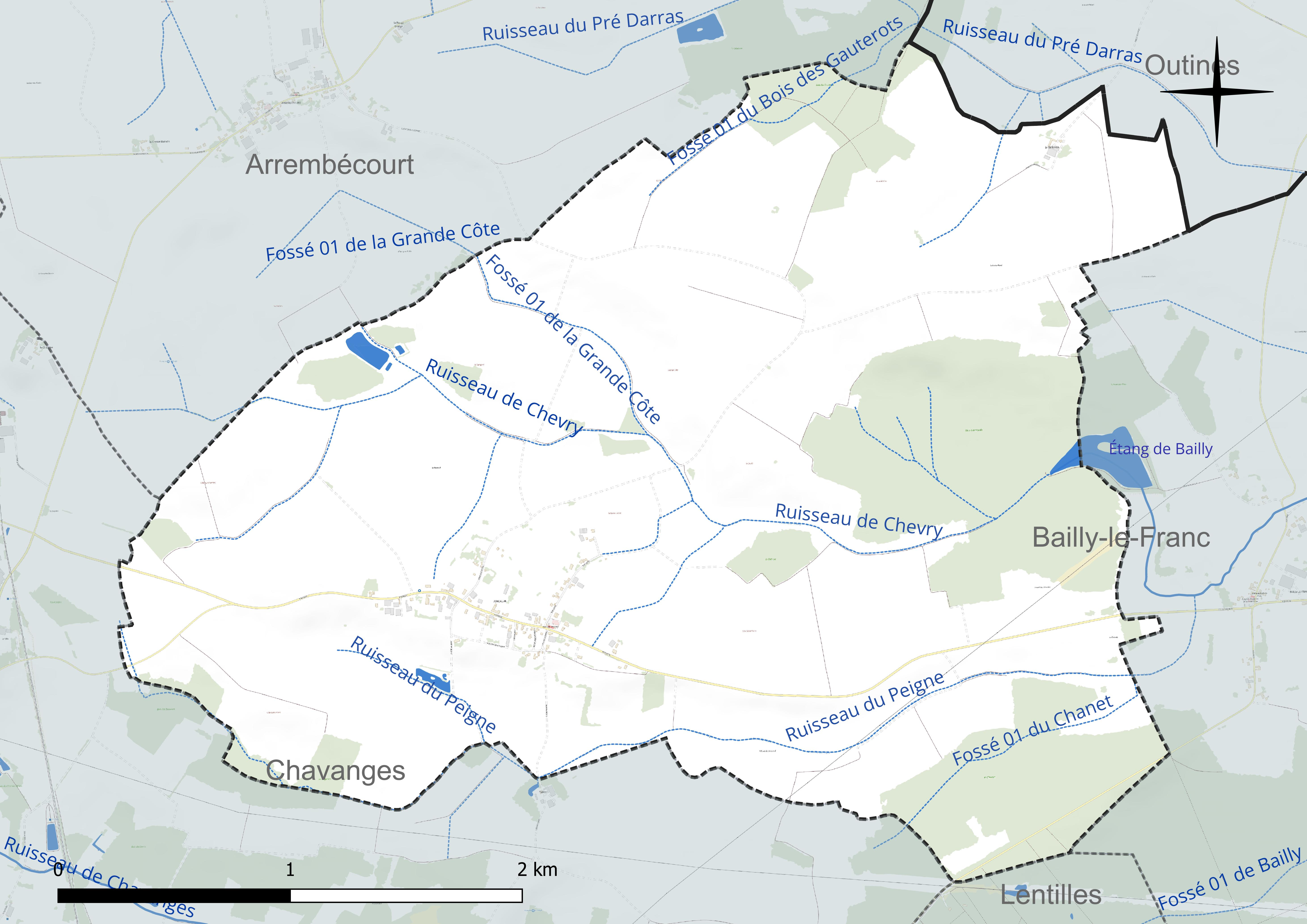
Réseau hydrographique de Joncreuil.

Un plan d'eau complète le réseau hydrographique : l'étang de Bailly, d'une superficie totale de 5,3 ha (0,8 ha sur la commune),.

### Climat
Pour des articles plus généraux, voir Climat du Grand Est et Climat de l'Aube.
En 2010, le climat de la commune est de type climat océanique dégradé des plaines du Centre et du Nord, selon une étude du Centre national de la recherche scientifique s'appuyant sur une série de données couvrant la période 1971-2000. En 2020, Météo-France publie une typologie des climats de la France métropolitaine dans laquelle la commune est exposée à un climat océanique altéré et est dans la région climatique Lorraine, plateau de Langres, Morvan, caractérisée par un hiver rude (1,5 °C), des vents modérés et des brouillards fréquents en automne et hiver.
Pour la période 1971-2000, la température annuelle moyenne est de 10,4 °C, avec une amplitude thermique annuelle de 15,9 °C. Le cumul annuel moyen de précipitations est de 768 mm, avec 12 jours de précipitations en janvier et 8,4 jours en juillet. Pour la période 1991-2020, la température moyenne annuelle observée sur la station météorologique de Météo-France la plus proche, « Mathaux-Étape », sur la commune de Mathaux à 19 km à vol d'oiseau, est de 11,5 °C et le cumul annuel moyen de précipitations est de 733,9 mm. 
La température maximale relevée sur cette station est de 41,5 °C, atteinte le 25 juillet 2019 ; la température minimale est de −18 °C, atteinte le 2 janvier 1997,,.
Les paramètres climatiques de la commune ont été estimés pour le milieu du siècle (2041-2070) selon différents scénarios d'émission de gaz à effet de serre à partir des nouvelles projections climatiques de référence DRIAS-2020. Ils sont consultables sur un site dédié publié par Météo-France en novembre 2022.

## Urbanisme

### Typologie
Au 1er janvier 2024, Joncreuil est catégorisée commune rurale à habitat dispersé, selon la nouvelle grille communale de densité à 7 niveaux définie par l'Insee en 2022.
Elle est située hors unité urbaine et hors attraction des villes,.

### Occupation des sols
L'occupation des sols de la commune, telle qu'elle ressort de la base de données européenne d’occupation biophysique des sols Corine Land Cover (CLC), est marquée par l'importance des territoires agricoles (80,8 % en 2018), une proportion identique à celle de 1990 (80,8 %). La répartition détaillée en 2018 est la suivante : 
terres arables (76,7 %), forêts (19,2 %), zones agricoles hétérogènes (2,4 %), prairies (1,7 %). L'évolution de l’occupation des sols de la commune et de ses infrastructures peut être observée sur les différentes représentations cartographiques du territoire : la carte de Cassini (XVIIIe siècle), la carte d'état-major (1820-1866) et les cartes ou photos aériennes de l'IGN pour la période actuelle (1950 à aujourd'hui).

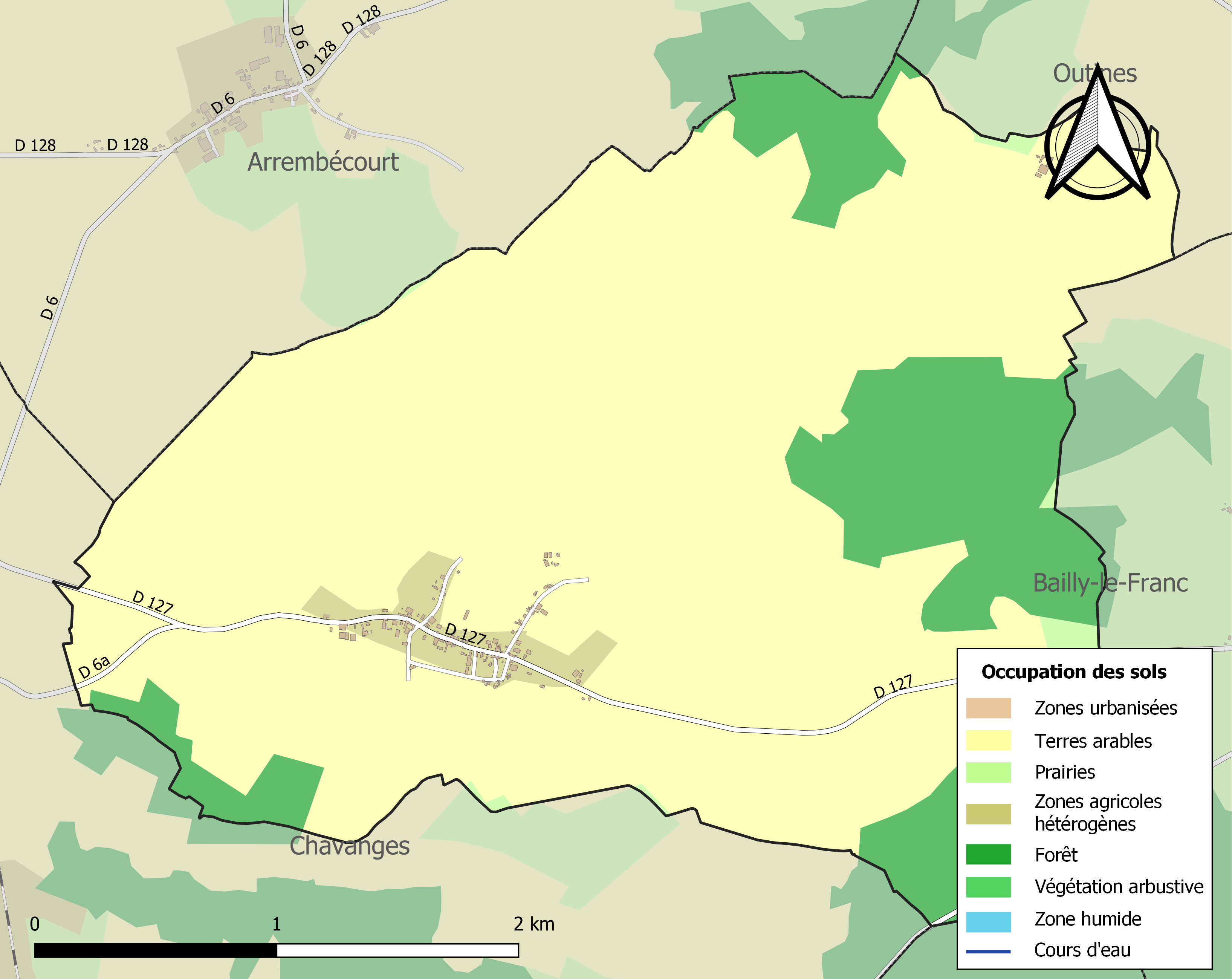
Carte des infrastructures et de l'occupation des sols de la commune en 2018 (CLC).

## Politique et administration

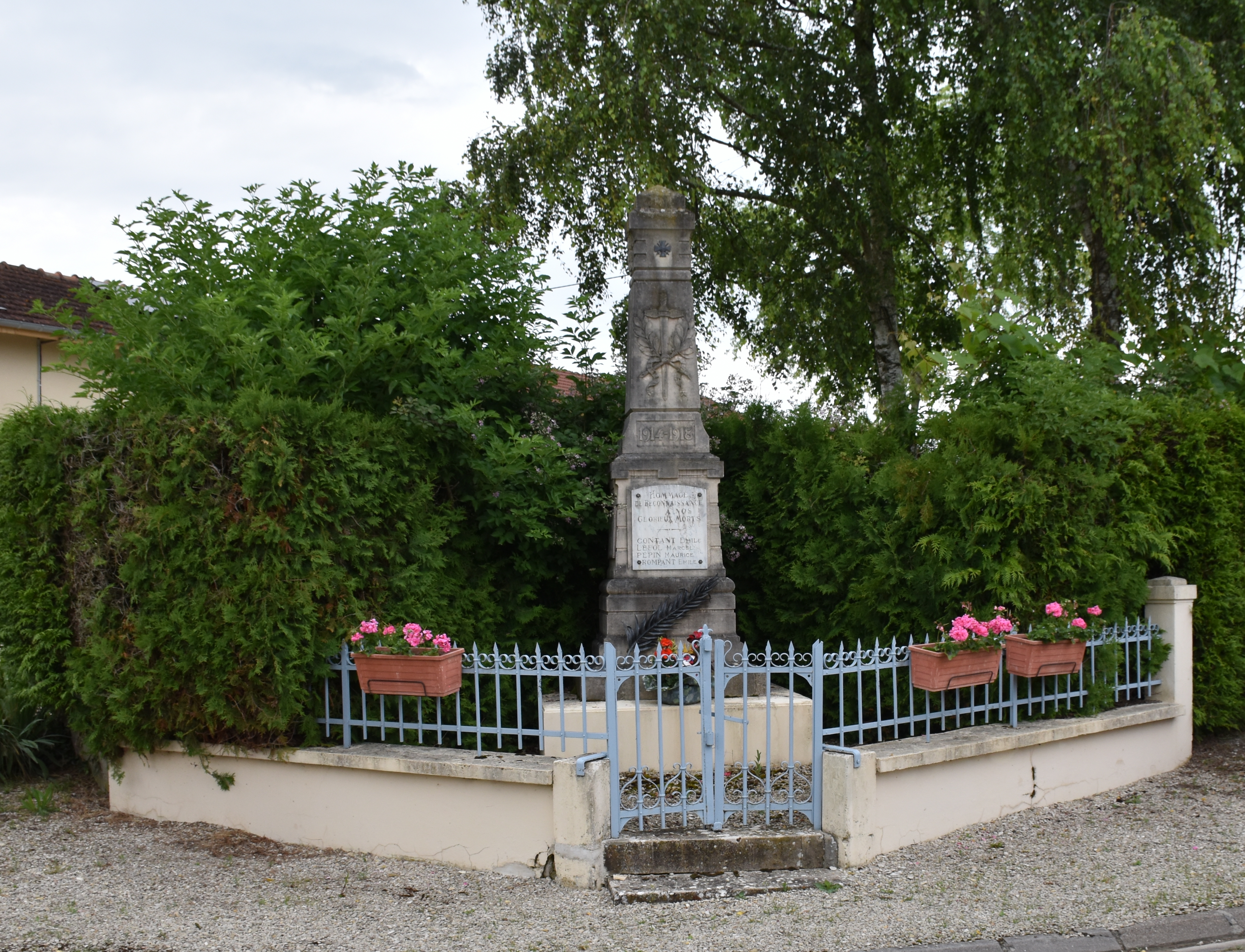
Le monument aux morts.

| Période                                  | Période  | Identité          | Étiquette | Qualité |
| ---------------------------------------- | -------- | ----------------- | --------- | ------- |
| avant 1988                               | ?        | Mme Annie Larique |           |         |
| mars 2001                                | 2014     | M. Michel Janson  |           |         |
| mars 2014                                | ?        | M. François Guene | DVD       | Employé |
| mai 2020                                 | En cours | Alain Michel      |           |         |
| Les données manquantes sont à compléter. |          |                   |           |         |

## Démographie

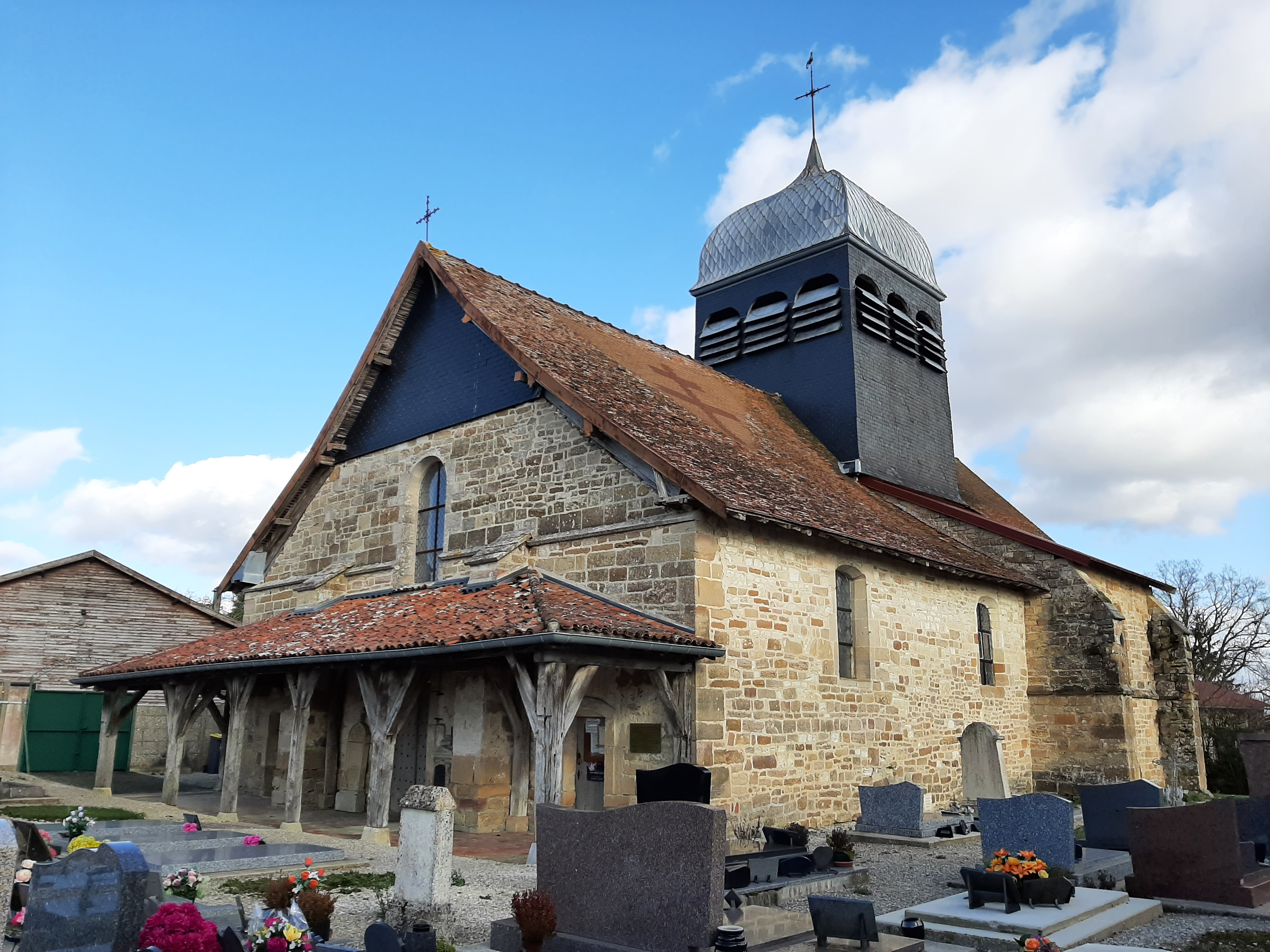
l'église

L'évolution du nombre d'habitants est connue à travers les recensements de la population effectués dans la commune depuis 1793. Pour les communes de moins de 10 000 habitants, une enquête de recensement portant sur toute la population est réalisée tous les cinq ans, les populations de référence des années intermédiaires étant quant à elles estimées par interpolation ou extrapolation. Pour la commune, le premier recensement exhaustif entrant dans le cadre du nouveau dispositif a été réalisé en 2004.

En 2022, la commune comptait 96 habitants, en évolution de +6,67 % par rapport à 2016 (Aube : +0,7 %, France hors Mayotte : +2,11 %).
| 1793 | 1800 | 1806 | 1821 | 1831 | 1836 | 1841 | 1846 | 1851 |
| ---- | ---- | ---- | ---- | ---- | ---- | ---- | ---- | ---- |
| 246  | 280  | 269  | 272  | 260  | 273  | 273  | 270  | 260  |

| 1856 | 1861 | 1866 | 1872 | 1876 | 1881 | 1886 | 1891 | 1896 |
| ---- | ---- | ---- | ---- | ---- | ---- | ---- | ---- | ---- |
| 246  | 268  | 260  | 264  | 251  | 251  | 228  | 199  | 198  |

| 1901 | 1906 | 1911 | 1921 | 1926 | 1931 | 1936 | 1946 | 1954 |
| ---- | ---- | ---- | ---- | ---- | ---- | ---- | ---- | ---- |
| 190  | 204  | 194  | 144  | 142  | 144  | 143  | 154  | 116  |

| 1962 | 1968 | 1975 | 1982 | 1990 | 1999 | 2004 | 2006 | 2009 |
| ---- | ---- | ---- | ---- | ---- | ---- | ---- | ---- | ---- |
| 113  | 92   | 102  | 85   | 96   | 87   | 98   | 105  | 85   |

| 2014 | 2019 | 2022 | - | - | - | - | - | - |
| ---- | ---- | ---- | - | - | - | - | - | - |
| 88   | 96   | 96   | - | - | - | - | - | - |

## Lieux et monuments
- Église Saint-Pierre-ès-Liens de Joncreuil.
- Croix de cimetière de Joncreuil.

## Cartes postales anciennes

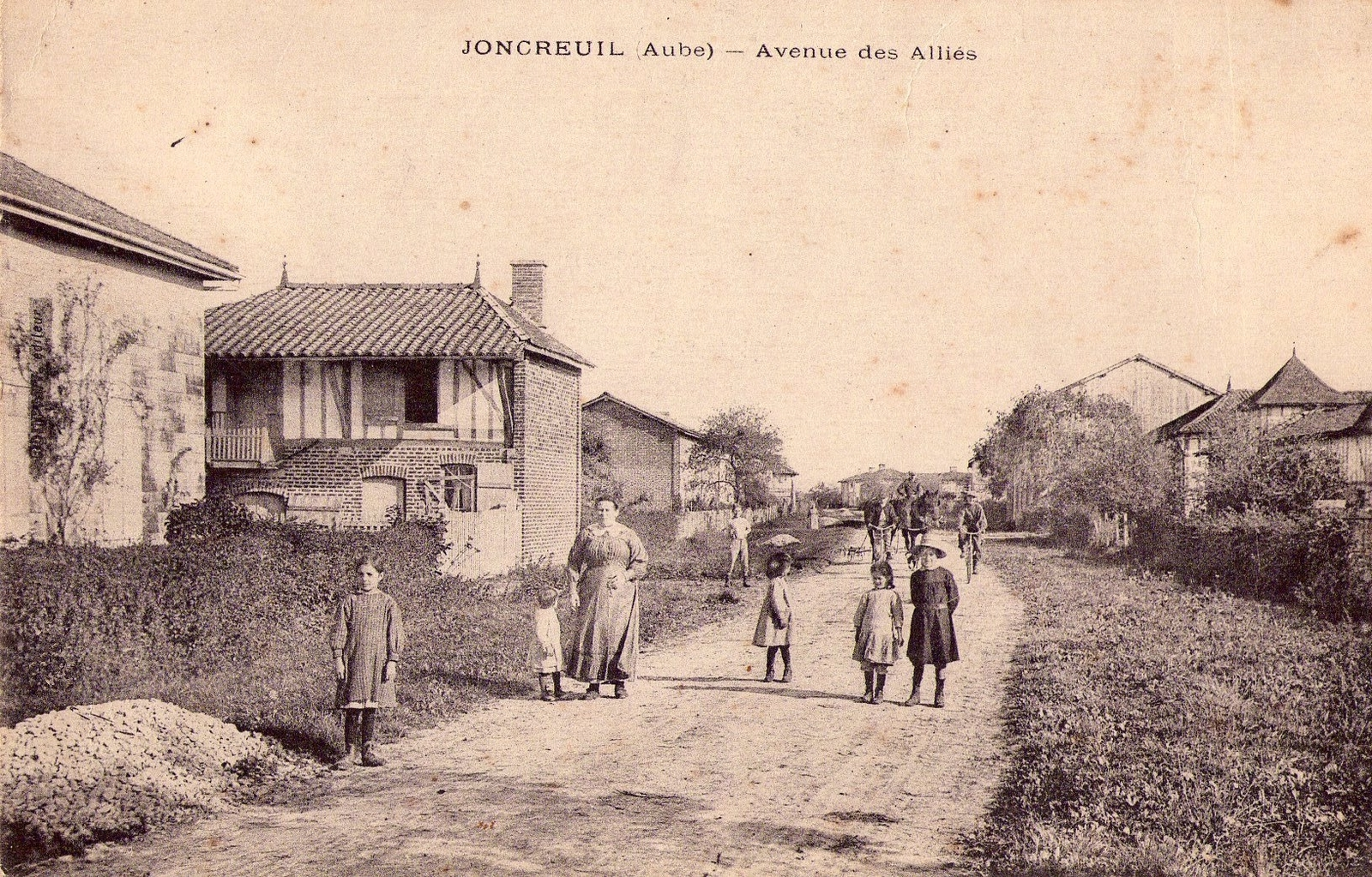
Une rue du village vers 1910.
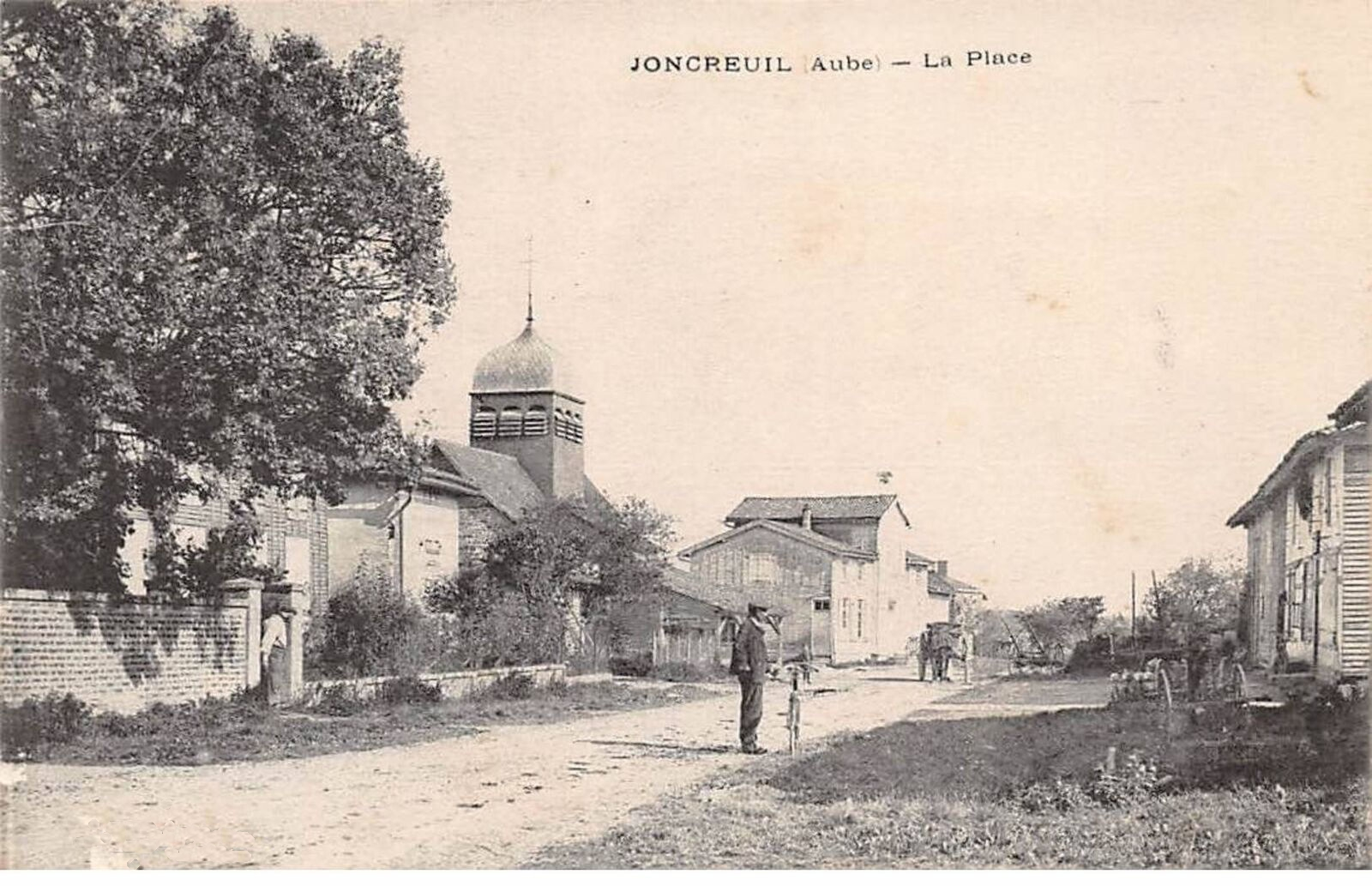
La place et l'église vers 1910.

## Héraldique
|  | Les armes de la ville se blasonnent ainsi : D’argent à la bande de gueules chargée de trois alérions du champ, accompagnée de deux touffes de joncs tigées et feuillées de sinople, fleuries d’or, sur des terrasses isolées du même, une en chef et une en pointe. |